# Выропаево (Пронский район)
Выропаево — опустевшая деревня в Пронском районе Рязанской области. Входит в Тырновское сельское поселение

## География
Находится в юго-западной части Рязанской области на расстоянии приблизительно 11 км на север по прямой от районного центра города Пронск.

## История
Деревня была отмечена еще на карте 1840 года. Название получила по фамилии владельца. В 1859 году здесь (тогда деревня Пронского уезда Рязанской губернии) было учтено 24 двора, в 1897 — 29 (с учетом усадьбы Вырыпаево).

## Население
Численность населения: 195 человек (1859), 212 (1897), 0 как в 2002 году, так и в 2010.